# 加野宗三郎
加野 宗三郎（かの そうざぶろう、1889年7月14日 - 1946年1月23日）は、日本のパトロン、美術品収集家。

## 経歴・人物
「金盛」という酒を醸造販売する、造り酒屋「萬屋」を営む加野熊次郎の長男として、福岡市中奥堂町（現・博多区）に生まれる。1908年福岡県立中学修猷館を経て、1911年大阪高等工業学校（現・大阪大学工学部）醸造科を卒業。
家業の酒造業を営む傍ら、美術や文芸に関心を向け、多くの美術家や詩人・俳人らと交友を持つ。所有する別邸「柳北亭」や「環水荘」は、来福の文人墨客のたまり場となった。交友のあった美術家には、青木繁、青山熊治、津田青楓、森田恒友、正宗得三郎、村上華岳、榊原紫峰、冨田溪仙、小野竹喬、山崎朝雲、冨永朝堂、恩地孝四郎などがあり、文筆家では与謝野鉄幹・晶子夫妻、北原白秋、吉井勇、高浜虚子といった人たちがいた。その中の何人かは大阪遊学中からの友人であったと考えられる。
一時は福岡県多額納税者に列せられるほどの資産家であったが、家業の酒造業がいきづまり、芸術家のパトロン的存在であったのは、環水荘を手放した1934年頃までであったと思われる。